# SA 8000
SA8000 は、ソーシャル・アカウンタビリティー・インターナショナル (Social Accountability International, SAI) による、就労環境評価の国際規格。　

## 概要
世界人権宣言、児童の権利に関する条約、国際労働機関 (ILO) の諸条約を基に作成した。
- 児童労働：15歳未満の労働者の禁止
- 強制労働：刑務所、負債による拘束、を含む強制労働の禁止
- 安全で健康な職場環境 (Workplace safety and health)
- 結社の自由、団体交渉の権利
- 差別の禁止
- 懲罰の禁止：企業としての懲罰、精神的・肉体的強制支配、不正言論の禁止

- 就労時間：週労働時間 休日を一日以上含む48時間以下の就労、自主的残業12時間以下

- 報酬：就労者の生活に必要な最低賃金保障
- 人材資源マネージメント

## 被認可･証明メンバー
認証を受けた機関は1700件、就労者人口（64ヵ国、61産業分野）は合計90万人とされる（2008年6月30日時点）。
被認証コストは1万–1万2000ドルとされる。
認証を受けた主な企業、団体を一覧にする（50音順）。
| 組織名                     | 認証時点 | 備考0000                                                                                          |
| -------------------------- | -------- | ------------------------------------------------------------------------------------------------- |
| Eileen Fisher              |          | ファッション・ブランド（アイリーン・フィッシャー）                                                |
| Anvil                      |          | 不明                                                                                              |
| イオン                     |          | 日本企業                                                                                          |
| オットー・グループ         |          | ドイツ企業                                                                                        |
| カルフール                 |          | フランスのブランド、多国籍企業グループ                                                            |
| ギャップ                   |          | アメリカ企業                                                                                      |
| グッチ                     |          | イタリア企業                                                                                      |
| 旧TNT（英語版）            |          | - 1998年以前の輸送企業は、Thomas Nationwide Transport。 - 現行の国際運輸企業は、TNTエクスプレス。 |
| 英語: Tchibo チボ          |          | ドイツ企業                                                                                        |
| ティンバーランド           |          |                                                                                                   |
| デット・ノルスケ・ベリタス |          | 国際合弁企業、本拠地はノルウェー。                                                                |
| ビラボン                   |          |                                                                                                   |